# Junaid Jamshed

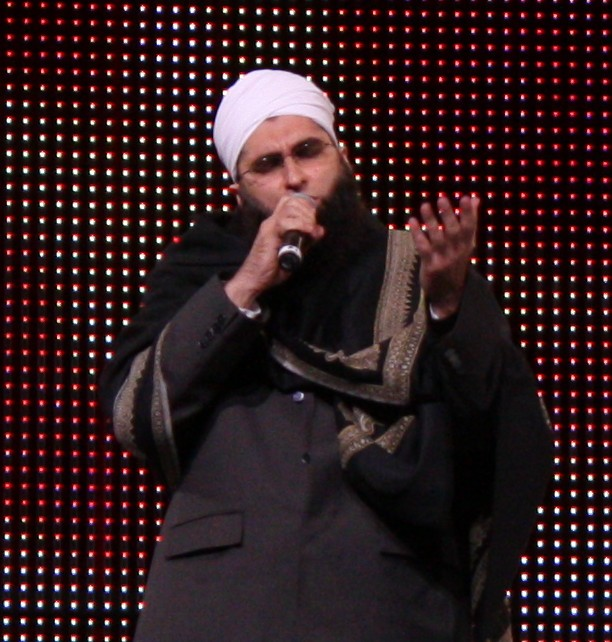
Junaid Jamshed (2009)

Junaid Jamshed (* 3. September 1964 in Karatschi; † 7. Dezember 2016) (Urdu جمشید جنید) war ein pakistanischer Künstler, Fernsehpersönlichkeit, Modedesigner, gelegentlicher Schauspieler, Singer-Songwriter und Prediger. Nach seinem Abschluss in den Ingenieurwissenschaften arbeitete Jamshed für kurze Zeit bei der Pakistan Air Force, bevor er den Entschluss fasste, sich voll und ganz auf die Musik zu konzentrieren.

## Leben
Nach der Highschool wollte Jamshed Jagdflieger bei der pakistanischen Luftwaffe werden, jedoch reichte sein Sehvermögen dafür nicht aus. Anschließend machte er 1990 seinen Abschluss in Maschinenbau.

### Musikkarriere
Jamshed trat zu Studienzeiten der von Studenten 1986 gegründeten Band Vital Signs als Sänger bei.
Die Band spielte an verschiedenen Orten in Lahore und Islamabad, wo sie auch ein Konzert gab. Das Staatsfernsehen wurde auf Jamshed und die Band aufmerksam und eine Studentin bot ihnen einen Deal an. Die Studentin wollte in einem Studienprojekt ein Musikvideo von einer Band drehen. Vital Signs zogen nach Islamabad und begannen ihr erstes Album zu produzieren. Das Album widmeten sie der Studentin und es trug den Titel Chehra (Gesicht).
Ein Bandmitglied sagte dazu, dass es der erste Song war, den die Band gemeinsam kreiert hätten.
Ein Produzent wurde auf die Band aufmerksam und half ihnen bei der Produktion des ersten gemeinsamen Albums. Schließlich wurde ihr erstes Album Vital Signs 1 in ganz Pakistan veröffentlicht und im Staatsfernsehen gezeigt. Vital Signs erlangten durch die Songs Dil Dil Pakistan (دل دل پاکستان) und Tum mil Gaye landesweite Bekanntheit.
Beide Songs waren sehr erfolgreich und erhielten positive Kritiken. Junaid Jamshed selbst zeigte sich von dieser Entwicklung überrascht und betrieb die Musik eher als Hobby um seinem Berufswunsch als Jagdflieger nachzugehen. 1990 erhielt er schließlich seinen Abschluss und arbeitete fortan bei der Pakistan Air Force, jedoch kündigte er nach kurzer Zeit wieder, um sich der Musik zu widmen.
1991 veröffentlichten Vital Signs ihr zweites Album Vital Signs 2, das jedoch nicht so erfolgreich war wie das erste. Die Band unternahm ihre erste internationale Tour in die USA. 1993 brachten Vital Signs ihr drittes Album heraus  Aitabar. Junaid Jamshed unterschrieb ein Vertrag für eine Mini-Serie im Staatsfernsehen. 1995 veröffentlichten Vital Signs schließlich ihr viertes und letztes Album Hum Tum. 1996 kam es zu Streitereien in der Band. Fortan gingen die Mitglieder der Band getrennte Wege. 1998 trennte sich die Band endgültig und Junaid Jamshed startete seine Solo-Karriere, die erfolgreich verlief.

### Solokarriere
1994 veröffentlichte Jamshed sein erstes Soloalbum Tumhara Aur Mera Naam. Nach Trennung der Band 1998 veröffentlichte Jamshed sein zweites Soloalbum, Us Rah par (اس راہ پر, „Auf dem Weg“). Dieses Album entwickelte sich zu einem der am meisten verkauften Alben des Jahres 1999. 2000 veröffentlichte Jamshed sein drittes Album The Best of Junaid Jamshed, das einige Songs aus seiner Zeit bei Vital Signs enthielt. 2001 veröffentlichte Junaid Jamshed sein viertes und letztes Album Dil ki Baat (دل کی بات, „Sprache des Herzens“), das landesweit sehr erfolgreich war.
Der Song Dil Dil Pakistan war 2001 laut einer Umfrage der BBC unter den 10 erfolgreichsten Songs.

### Abkehr von der Musik
Nach der Trennung von Vital Signs kamen Gerüchte auf, dass Jamshed sich von der Musik verabschieden würde, die sich durch Veröffentlichung von zwei Alben nicht bestätigten. Jamshed geriet durch die Trennung in finanzielle Schwierigkeiten konnte aber auf Unterstützung von seinem Produzenten hoffen. Bald wurde bekannt, dass sich Jamshed von der Musik verabschiedet hatte und sich dem Islam zuwandte und Jamshed fünfmal am Tag das Gebet zu verrichten begann. 2004 eröffnete Jamshed sein eigenes Modelabel, das traditionelle pakistanische Bekleidung für Männer anbietet. 2007 bekam Jamshed eine Rolle im pakistanischen Film Khuda Ke Liye angeboten, die er jedoch ablehnte. Seine Zuwendung zum Islam wurde nur als eine kurze Phase angesehen. Jamshed begann weiter Musik zu machen und sang überwiegend islamische Lieder, bekannt als Naat.

## Tod
Im Dezember 2016 brach Jamshed gemeinsam mit seiner zweiten Frau zu einer Reise nach Chitral auf, um eine Tablighi Jamaat abzuhalten. Er starb am 7. Dezember 2016 auf dem Rückweg nach Islamabad, als PIA Flug 661 abstürzte. Junaid Jamshed war auf dem Weg zu einer Freitagsansprache, die er in Islamabad halten wollte.